# Mjerne rašlje
Mjerne rašlje ili mjerna račva su mjerni instrumenti za brzu kontrolu osovina, a imaju otvore na oba kraja i oznakama odstupanja od upisane mjere. One određuju granice dozvoljenog odstupanja ili mjerne tolerancije. Kontrola je jednostavna i brza, a ne zahtijeva veća znanja. Služe u serijskoj i masovnoj proizvodnji. Materijali mjernih rašlji su legirani alatni čelici ili čelici za cementaciju.
Mjerne rašlje imaju dvije vrijednosti: "Ide" i "Ne ide". Strana "Ide" znači da stvarna mjera osovine nije veća od gornje dopuštene mjere, a strana "Ne ide" znači da je stvarna mjera osovine jednaka ili veća od donje dopuštene mjere. 
Postoje i podesive mjerne rašlje, kod kojih se pločice od tvrdog metala mogu mijenjati, a time se mijenjaju i tolerancije mjera, koje se kontroliraju.
Mjera predmeta je dobra ako ispravna strana klizi po predmetu, a neispravna strana ne obuhvaća osovinu, nego se samo oslanja na nju. Za kontrolu većih mjera koriste se dvostrane rašlje. Mjerne rašlje na predviđenoj strani imaju ugraviranu nazivnu mjeru, a često i oznaka dosjeda, kao i veličine odstupanja od nazivne mjere.

### Vrste mjernih rašlji
- Mjerne rašlje za žljebaste osovine;
- Mjerne rašlje za kontrolu navoja;
- Mjerne rašlje za kontrolu visine.

## Mjerni trn ili čep
Mjerni trn, mjerni kalibar ili mjerni čep ima dvije strane za brzu kontrolu provrta (na primjer dosjed za ležaj) s oznakama odstupanja od upisane mjere. Strana "Ide" znači da stvarna mjera provrta nije manja od donje dopuštene mjere, a strana "Ne ide" da stvarna mjera provrta nije veća od gornje dopuštene mjere.
Ako je predmet ispravan, onda ispravna strana mora ući u provrt, a druga strana ne smije ući u provrt. Na mjernim trnovima se nalazi ugravirana nazivna mjera, a često i oznaka dosjeda, kao i brojevi na svakoj strani trna, koji označavaju odstupanje od nazivne mjere. Pri mjerenju trnovima ne smije se upotrijebiti sila. Strana ispravne mjere ("Ide") mora ulaziti u provrt što dublje. Radi lakšeg raspoznavanja neispravna mjera ("Ne ide") obilježava se crvenom bojom. 
Mjerni trnovi mogu biti namijenjeni za kontrolu provrta okruglog, šesterokutnog, kvadratnog, konusnog oblika, kao i za kontrolu unutarnjih navoja.

### Vrste mjernih čepova
- Normalni mjerni čep za granična mjerenja provrta,
- Mjerni čep s graničnikom, s kugličastom kontrolnom mjerom u držaču,
- Mjerni čep za veće provrte,
- Plosnata izvedba mjernog čepa,
- Mjerni čep za udaljenije provrte,
- Jednostrani mjerni čep (IDE i NE IDE na istoj strani),
- Jednostrani mjerni čep s dvije utisnute kuglice,
- Mjerni čep s upuštenim promjerom za ispravnu stranu,
- Mjerni čep za kontrolu žljebastog provrta,
- Mjerni čep za kontrolu navoja.

## Poveznice
- Mikrometarski vijak
- Pomično mjerilo
- Mjerne pločice
- Mjerni listići
- Mjerna ura